# Нхау
Нхау (изговаря се Н!хау / Nǃxau) е намибийски фермер и актьор, който става известен с ролята си във филмовата поредица „Боговете сигурно са полудели“, където изпълнява ролята на бушмен (бушмените, известни и като „сан“, са група народи, населяващи някои територии във и около Намибия, Ботсвана и Република Южна Африка) от пустинята Калахари. В първите филми действието се развива най-вече там и по-конкретно – в Ботсвана; в някои от по-късните – и извън Африка.
Името му има разнообразни транскрипции, като Гкао Кома (Gcao Coma, изговаря се Г!као Кома / G!cao Coma) и на български не е възможно да се отрази точно, поради липсата на аналогични букви в българската азбука, но цъкането в името му е много близко до използваното в българския език отрицание, записвано с „тц“. Буквата „н“ в началото на транскрипцията Нхау не обозначава самостоятелен звук, а преназализиране (такива съгласни са много широко срещани в африканските езици и почти не се срещат другаде). Родният му е джу'хоан (juǀʼhoan) от койсанската група езици.

## Биография
Предполага се, че е роден на 16 декември 1944 г. в малко бушменско племе, водещо относително (но далеч не колкото във филмите с него) изолиран живот и първоначално се е занимавал със скотовъдство, а по-късно – с търговия със сувенири. Родното му място е намибийско селище на име Цумкве, в региона Очосондюпа, в близост до което се провеждат и повечето от снимките на „Боговете сигурно са полудели I“. Според многократните уверения на режисьора на филма Джейми Юис, до момента в който е открит от него, Нхау не е е посещавал голямо населено място, извън тези на собственото му племе (и е мислел своето за най-голямото в света – за който героят му видимо смята, че е плосък и че с ходене може да се стигне „до края му“, където според собствените му представи той изхвърля „прокълнатото“ шише от „Кока-Кола“; това внушава, че и самият Нхау е мислел така, предвид това, че е представян като намерен именно в подобна на тази от филма обстановка и е принадлежал към подобно племе на ловци и събирачи), не е бил запознат с модерния живот и дори е виждал само трима бели хора през живота си, но впоследствие режисьорът признава, че е преувеличавал за тези неща. Въпреки това досегът на Нхау с белите и техния живот действително е бил значително ограничен, както от жителството му в отделена от тези на белите територия, така и от слабото познаване на езика им (африкаанс) и от това, че е неграмотен.
Също така се оказват неверни и твърденията, лансирани от пресата, че не е бил наясно с паричната система на Южна Африка (и на подвластната ѝ Намибия), намерили оправдание в разказа на Юис, как Нхау веднага е загубил първия си хонорар (за който самият актьор му бил споделил, че е бил разпилян от вятъра, което може да е и метафора или целяща реклама на филма препратка към съдържанието му, където персонажът му постъпва по сходен начин със заплатата, която получава, като „експерт по екология“). Всъщност с тези пари актьорът си купува собствен добитък, но изглежда той скоро е станал жертва на лъвовете. Заключения, опровергаващи някои легенди, свързани с филма, могат да се намерят в проучването по въпроса на Киан Г. Томасели (Keyan G. Tomaselli), професор по култура, комуникации и медийни изследвания в Университета на Натал, Дърбан, Южна Африка.
За участието си в първата част на „Боговете сигурно са полудели“ (1980) Нхау получава местната равностойност на $300 (представляващи значителна сума, като за заплащане за работа, вършена от негри по стандартите на Южна Африка по това време) и много повече от някои от другите изпълнители във филма, като станалата също доста известна Нгай (играеща жената на героя му), която получава само 3 ранда за 1 снимачен ден. За втората част (1989) са му заплатени около 0,5 милион южноафрикански ранда, което се равнява на около $80 000, което явно е следствие от касовия успех на продукцията, но разликата е обяснявана, с това, че едва преди снимките за него актьорът е разбрал „цената на парите“ и се е потрудил да изкопчи много повече този път. Освен хонорарите от филмите, Нхау получава и месечна рента от филмовата компания "Mimosa Films", заснела „Боговете сигурно са полудели“ I и II (следващите филми от поредицата са хонг-конгски продукции, а два други южноафрикански филма, представяни понякога като нейна част – „Янки Зулу“ и „Перлата на боговете“ имат само бегла връзка с нея).
Според местния свещеник Пийт Погенпул, актьорът се отличава с весел характер. Известно е също, че въпреки много си пари живее относително бедно и че се е старал да не демонстрира богатството си, боейки се от отнемането му, чрез магии. След приключване на филмовата му кариера Нхау окончателно се установява, като фермер и освен няколко домашни говеда, коне и овце отглежда и царевица, бобови култури и банани. Построява си тухлена къща в Цумкве, където се настаняват и голям брой негови роднини, а си купува и кола (но не я кара лично, а наема шофьор). Към края на живота си продава къщата и автомобила си и отива да живее в традиционни колиби, извън селото (във Джокхое – село на 27 км източно от Цумкве). Възможно е отначало той да е принадлежал към някоя от местните религиозни традиции, но към юли 2000 г. се присъединява към Църквата на адвентистите от седмия ден. Умира на 1 юли 2003 г. от антибиотик-резистентна туберкулоза, докато е на лов за токачки. Погребан е на 12 юли с полу-традиционна церемония в селото му, като тялото му е положено до това на втората му съпруга (от общо 3 с 10 деца, от които 1 – доведено; 2 от децата му и първите му две жени не го надживяват).

## Филмови участия
- 1980 – Боговете сигурно са полудели (The Gods Must Be Crazy) – Ки (Xi)
- 1989 – Боговете сигурно са полудели II (The Gods Must Be Crazy 2) – Кико (Xixo)
- 1990 - Oh Schucks...! Here Comes UNTAG (Kwacca Strikes Back)
- 1991 – Лудо сафари (Fei chow be woo sheung / Crazy Safari) – бушменът Кико
- 1993 – Луд Хонг Конг (Heonggong ya fungkwong / Crazy Hong Kong) – Ки
- 1994 – Боговете сигурно са забавни в Китай (Fei zhou chao ren / The Gods Must Be Funny in China) – Кикико
- Journey to Nyae Nyae – последната му роля.
- През 1996 участва в японско предаване на име Sekai Ururun Taizaiki (Световен пътепис за Урурун).